# Zagrzebek

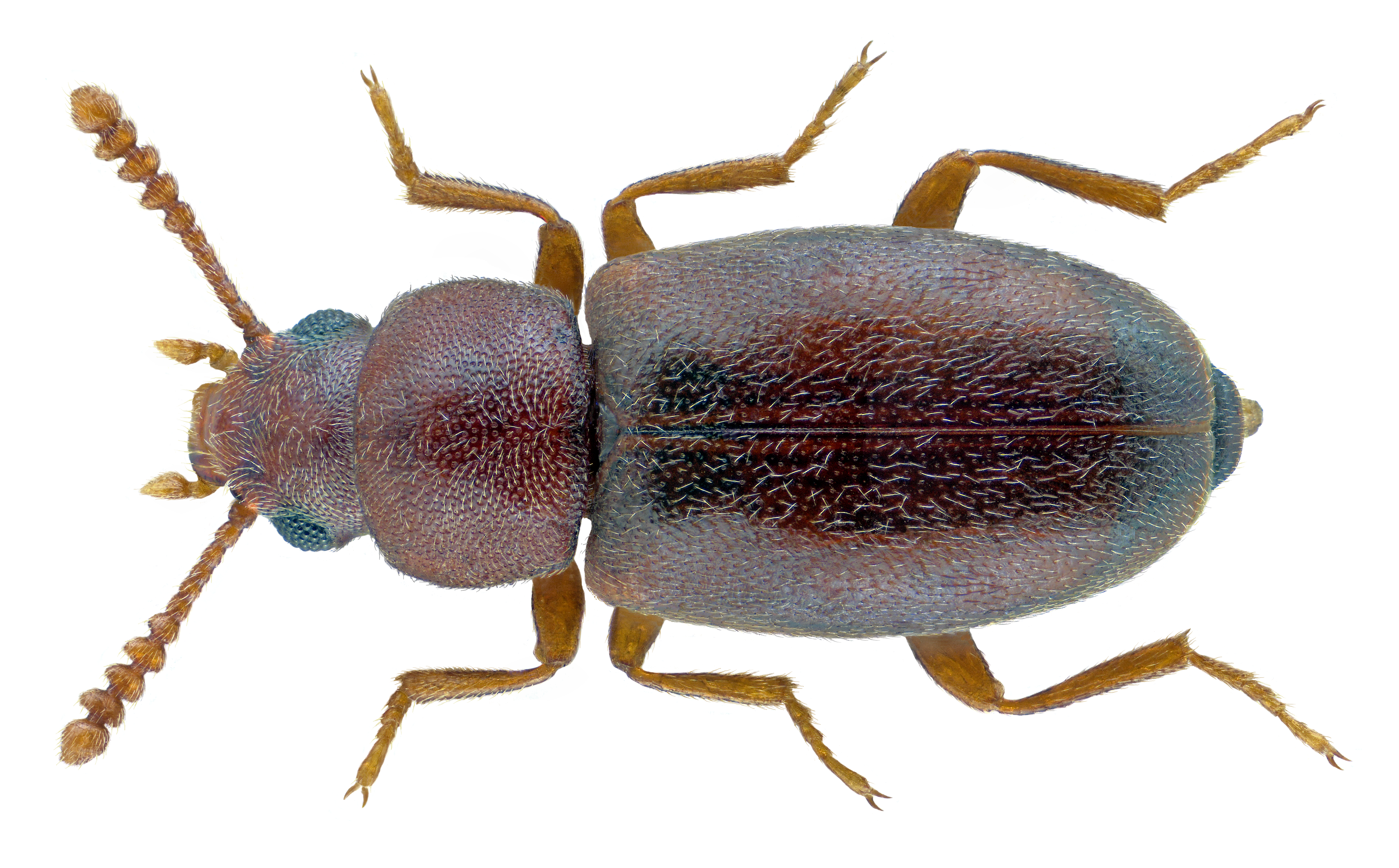
Myrmechixenus vaporariorum

Zagrzebek (Myrmechixenus) – rodzaj chrząszczy z rodziny czarnuchowatych i podrodziny Diaperinae, jedyny z monotypowego plemienia Myrmechixenini.

## Morfologia
Chrząszcze o ciele długości od 1,3 do 2 mm, w zarysie podługowato-owalnym, z wierzchu lśniącym, porośniętym bardzo krótkimi szczecinkami i punktowanym.
Głowa jest szersza niż dłuższa, o rozszerzonych policzkach oraz podłużnie owalnych, niewykrojonych na przedzie oczach. Krótkie czułki nie przekraczają tylnego brzegu przedplecza po rozprostowaniu ku tyłowi; cztery lub pięć ostatnich ich członów tworzy buławkę, przy czym człony od ósmego do dziesiątego są zawsze poprzeczne. Wierzchołkowy człon głaszczków szczękowych jest nieco toporowato rozszerzony u szczytu.
Przedplecze jest najszersze w przedniej połowie lub pośrodku i od najszerszego miejsca zwęża się wyraźnie ku tyłowi, na przednim brzegu będąc trochę szersze od głowy, a na tylnym wyraźnie węższe od podstawy pokryw. Wszystkie kąty przedplecza są zaokrąglone. Pokrywy są podługowato-owalne, najszersze w ⅔ długości, pozbawione wyraźnych rzędów i międzyrzędów, punktowane bezładnie, czasem tylko z nieregularnie zaznaczonym rzędem przyszwowym. Skrzydła tylnej pary są dobrze wykształcone. Stosunkowo krótkie i chude odnóża zwieńczone są czteroczłonowymi stopami.
Odwłok ma niezakryte pokrywami pygidium.

## Ekologia i występowanie
Gatunek typowy jest myrmekofilem i bytuje w gniazdach mrówek z rodzaju Formica, pozostałe zaś zamieszkują gnijące szczątki roślinne, pryzmy kompostowe, sterty siana i odchody roślinożerców.
Zasięg rodzaju jest kosmopolityczny. W Europie występują wszystkie gatunki, a w Polsce dwa M. subterraneus i 
M. vaporariorum.

## Taksonomia
Rodzaj i gatunek typowy opisane zostały po raz pierwszy w 1835 roku przez Louisa A.A. Chevrolata na łamach „Revue Française d'Entomologie”. Chrząszcze te na przestrzeni wieków umieszczane były wśród gwozdnikowatych. Współcześnie klasyfikowane są w monotypowym plemieniu Myrmechixenini w obrębie czarnuchowatych, przy czym takson rangi ponadrodzajowej od omawianego rodzaju jako pierwszy utworzył w 1858 roku Pierre N.C. Jacquelin du Val.
Na przestrzeni wieków w obrębie rodzaju opisano około 10 gatunków, z których po rewizjach, w tym ostatniej Wolfganga Schawallera z 2018 roku, ostały się trzy:
- Myrmechixenus picinus (Aubé, 1850)
- Myrmechixenus subterraneus Chevrolat, 1835
- Myrmechixenus vaporariorum Guérin-Ménéville, 1843